# Einvaux
Einvaux ist eine französische Gemeinde mit 350 Einwohnern (Stand 1. Januar 2022) im Département Meurthe-et-Moselle in der Region Grand Est (bis 2015 Lothringen). Sie gehört zum Arrondissement Lunéville und zum Gemeindeverband Meurthe Mortagne Moselle.

## Geographie
Die Gemeinde liegt im flachwelligen Hügelland zwischen den Flusstälern von Mosel und Mortagne, etwa 25 Kilometer südöstlich von Nancy und 15 Kilometer südwestlich von Lunéville. Die Fließgewässer im Gemeindegebiet strömen nach Süden zum Euron.
Nachbargemeinden von Einvaux sind (im Uhrzeigersinn, von Norden beginnend): Lamath, Landécourt, Clayeures, Froville, Brémoncourt und Méhoncourt.

## Toponymie und Geschichte
Der Ortsname kommt aus  dem Lateinischen: Envas bzw. Envallis bedeutet so viel wie im Tal. Im Lauf der Jahrhunderte änderte sich die Schreibweise von Envalis über  Envalz, Envau, Envaus, Einvaulz, Einval, Enwal und Enwaux zum heutigen Einvaux.
Historiker nehmen an, dass der Straßenname Rue de Chaumont im Süden des Dorfes auf einen früher eigenständigen Ort als Teil einer antiken Siedlung namens Leugues hinweist.

## Wappen
Das Patriarchenkreuz im Wappen der Gemeinde zeigt die Zugehörigkeit zu Lothringen; die drei Raben weisen auf ein altes Sprichwort hin, das besagte, dass man seine Beine verstecken sollte, wenn die Raben mit ihren vom hier typischen Lehmboden verdreckten Krähenfüßen kommen. Die Weizengarbe symbolisiert die Landwirtschaft als Haupteinnahmequelle.

## Bevölkerungsentwicklung
| Jahr      | 1962 | 1968 | 1975 | 1982 | 1990 | 1999 | 2006 | 2012 | 2021 |
| Einwohner | 315  | 309  | 300  | 254  | 284  | 284  | 314  | 325  | 361  |

Im Jahr 1926 wurde mit 393 Bewohnern die bisher höchste Einwohnerzahl ermittelt. Die Zahlen basieren auf den Daten von cassini.ehess und INSEE.

## Sehenswürdigkeiten
- Kirche St. Jakobus (Église Saint-Jacques-le-Majeur)
- zwei Brunnen
- Flurkreuz

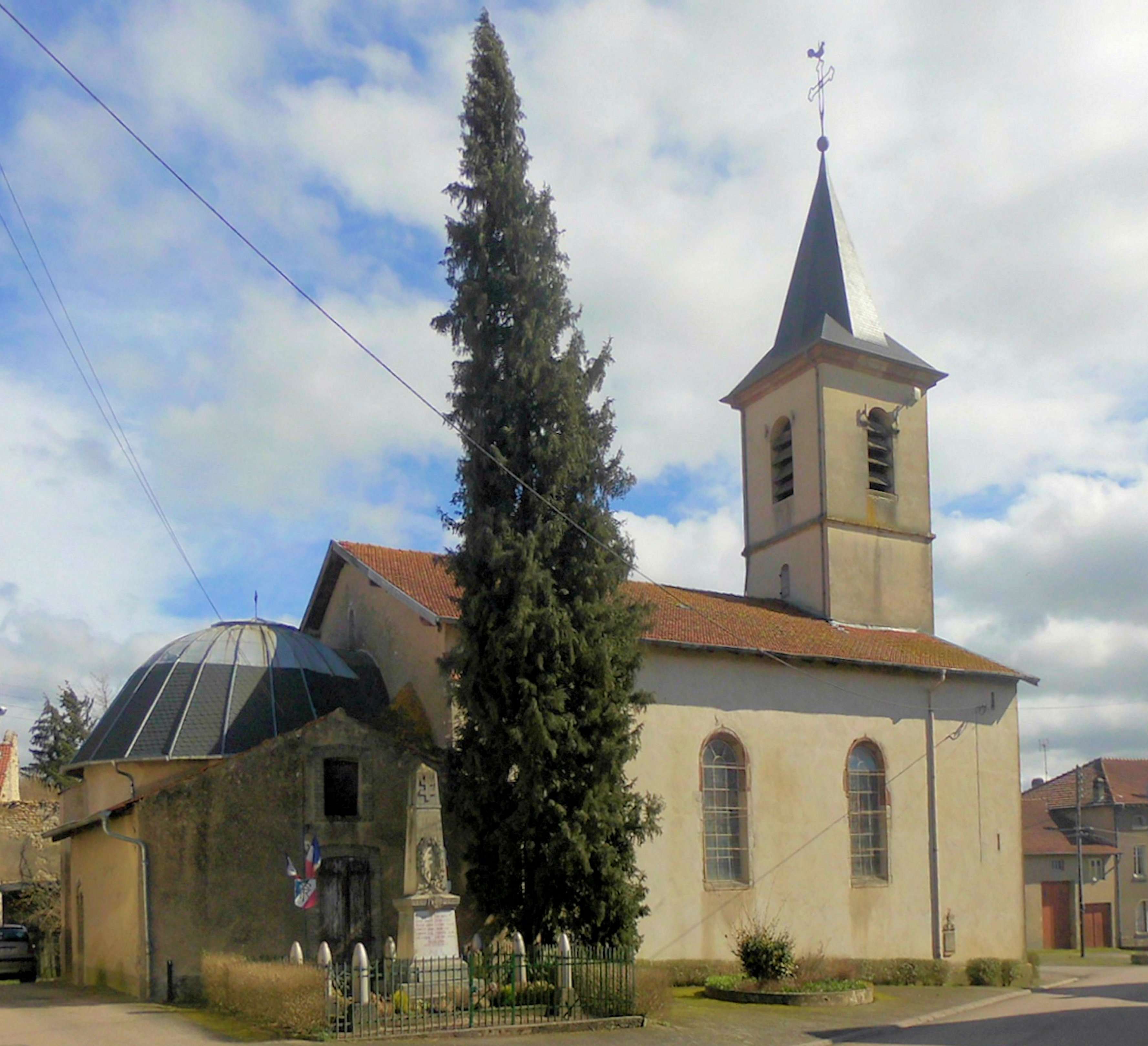
Kirche St. Jakobus und Gefallenendenkmal
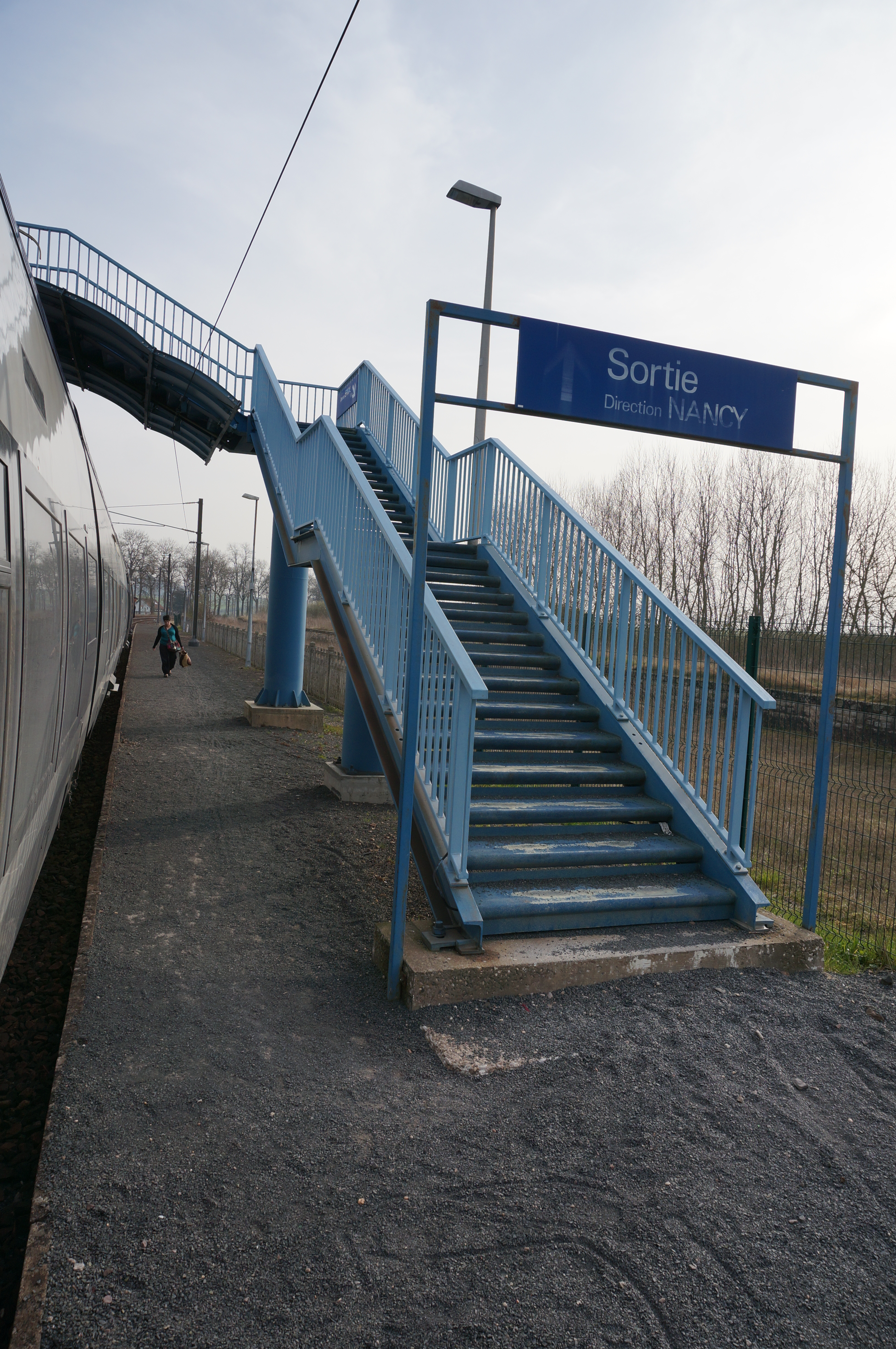
Bahnhaltepunkt Einvaux

## Wirtschaft und Infrastruktur
In der Gemeinde sind neben zwei Forstwirtschafts- auch sechs Landwirtschaftsbetriebe ansässig (Getreideanbau, Rinderzucht).
Einvaux wird im Norden von der Fernstraße D 9 von Bayon nach Lunéville gestreift. 14 Kilometer westlich von Einvaux besteht ein Anschluss an die autobahnartig ausgebaute RN 57 von Nancy nach Épinal. Der Bahnhof Einvaux-Méhoncourt an der Bahnlinie von Damelevières nach Lure wurde am 24. Juni 1857 in Betrieb genommen. Der heutige Haltepunkt liegt in La Mazière, einem Ortsteil von Einvaux.

## Belege
1. ↑  Toponymie auf archive.org/stream/memoiresdelasoci11soci (französisch)
2. ↑  Wappenbeschreibung auf genealogie-lorraine.fr (Memento des Originals vom 3. Januar 2014 im Internet Archive)  Info: Der Archivlink wurde automatisch eingesetzt und noch nicht geprüft. Bitte prüfe Original- und Archivlink gemäß Anleitung und entferne dann diesen Hinweis. (französisch)
3. ↑  Einvaux auf cassini.ehess
4. ↑  Einvaux auf INSEE
5. ↑  Land- und Fortswirtschaftsbetriebe auf annuaire-mairie.fr (französisch)